# Ana María Groot
Ana María Groot de Mahecha (sinh tại Bogotá, ngày 29 tháng 8 năm 1952) là một nhà sử học, nhà khảo cổ học, nhà nhân chủng học và phó giáo sư người Colombia tại Khoa Nhân chủng học của Đại học Nacional de Colombia. Ana Mariá Groot nói tiếng Tây Ban Nha, tiếng Anh và tiếng Pháp.

## Tiểu sử
Ana María Groot de Mahecha (các nguồn khác ghi họ là Sáenz) được sinh ra ở Bogotá vào ngày 29 tháng 8 năm 1952. Cô tham dự Colegio Santa Francisca Romana và nghiên cứu nhân học tại Universidad de los Andes, lấy bằng Thạc sĩ năm 1974 với một luận văn có tên Excavaciones Arqueológicas en Tierradentro. Estudio sobre cerámica y su posible uso en la elaboración de la sal ("Khai quật khảo cổ học ở Tierradentro. Nghiên cứu về gốm sứ và công dụng của nó trong việc chế tạo muối"). Năm 2008, Ana María Groot lấy bằng tiến sĩ về lịch sử tại Đại học Universidad Nacional de Colombia với một luận án có tên Trabajo y vida cotidiana en los pueblos productores de sal en el altiplano de Bogotá, siglos XVI-XVII ("Công việc hàng ngày và cuộc sống của các dân tộc sản xuất muối trên cao nguyên Bogotá, thế kỷ 16-17").
Groot đã công bố về khảo cổ học và nhân chủng học của các nền văn hóa bản địa tiền Columbus như Tierradentro, San Agustín, Nariño, Tairona và Muisca, chủ yếu về việc họ sử dụng muối từ các mỏ của Nemocón và Zipaquirá.

## Tác phẩm
Danh sách chọn lọc.

### Sách
- 2008 – Sal y poder en el altiplano de Bogotá, 1537-1640[3]
- 2006 – Arqueologia y patrimonio: conocimiento y apropiacion social[3]
- 1992 – Checua: Una secuencia cultural entre 8500 y 3000 años antes del presente[3][5]
- 1991 – Intento de delimitación del territorio de los grupos étnicos pastos y quillacingas en el altiplano nariñense[3]
- 1989 - Colombia prehispánica: regiones arqueológicas; chapters I, VIII, IX[6]

### Bài viết
- 2014 - Apropiación social del patrimonio arqueológico del municipio de Nemocón, Cundinamarca: un camino entre la ciencia, la sociedad y la política[4]
- 2012 - Una historia de vida entre el pasado y el presente de Colombia: Homenaje a Alicia Dussán de Reichel-Dolmatoff[7]
- 2006 - Paisajes arqueológicos relacionados con el camino principal andino (Qhapaq Ñan)[8]
- 2000 - Dieta y bioantropología de los pobladores tempranos del valle medio del río Checua[8]
- 2000 - Sal, caminos y mercaderes: el caso de los muiscas en el siglo XVI[4]
- 2000 - Caminos Precolombinos: las vías, los ingenieros y los viajeros[9]
- 1999 - Las Salinas de Zipaquirá[4]
- 1990 - Excavaciones arqueológicas en el municipio de Nemocón[4]
- 1988 – Las Federaciones de aldeas: el caso de los muiscas y de los taironas[9]
- 1986 - Generalidades sobre el poblamiento prehispánico del Parque Nacional Natural Tairona[2]
- 1983 - Ciudad Perdida: Una población serrana de los taironas[4]

### Bài giảng
- 2015 - La mita salinera en el Nuevo Reino de Granada y el rol de las mujeres: el caso de los muiscas en el altiplano de Bogotá[10]